# Delicious!〜The Best of Hitomi Shimatani〜
『Delicious!〜The Best of Hitomi Shimatani〜』（デリシャス ザ・ベスト・オブ・ヒトミ・シマタニ）は、島谷ひとみ初のベスト・アルバム。2003年12月25日発売。avex traxよりリリース（CCCD / AVCD-17368）。

## 解説
初回限定盤・通常盤・DVD付限定盤の3種類が発売された。初回盤はオレンジのケースで、白いスリーブケース仕様。ボーナス・トラックとしてアルバム唯一の新録曲「花鳥諷詠（かちょうふうえい）－Song for Everybody－」が収録。通常盤は黒を基調にしており、ジャケットも異なる。
2004年3月、通常盤にDVDが付いたスペシャルパッケージ限定盤がリリース。通常盤に「パピヨン〜papillon〜」「シャンティ」「亜麻色の髪の乙女」のMV3曲が収録されたDVDが付属された。デビュー作である「大阪の女」は収録されていない。

## 収録曲
1. 解放区
  - 作詞:松井五郎
  - 作曲:織田哲郎
  - 編曲:明石昌夫

2ndシングル。
カネボウ『REVUE』CMソング
2. パピヨン〜papillon〜
  - 作詞・作曲:Janet Jackson,James Harislll,Terry Lewis
  - 日本語詞:康珍化
  - 編曲:大槻KALTA英宣・上野圭市

3rdシングル。
日本テレビ『FUN』FUN'S RECOMMEND
ジャネット・ジャクソン『Doesn't Really Matter』の日本語カバー
3. 市場に行こう
  - 作詞:康珍化
  - 作曲・編曲:迫茂樹

4thシングル。
TBS『ワンダフル』2001年6月度テーマソング
4. Fantasista
  - 作詞:村野直球
  - 作曲・編曲:迫茂樹

1stアルバム『PAPILLON』収録曲
5. やさしいキスの見つけ方
  - 作詞:島谷ひとみ・康珍化
  - 作曲:Face 2 fAKE
  - 編曲:上野圭市

5thシングル。
花王ソフィーナ『AUBE』CMソング
テレビ東京系『ASAYAN』エンディングテーマ
6. シャンティ
  - 作詞:康珍化
  - 作曲・編曲:上野圭市

6thシングル。
TBSテレビドラマ『プリティガール』主題歌
7. 亜麻色の髪の乙女
  - 作詞:橋本淳
  - 作曲:すぎやまこういち
  - 編曲:大槻"KALTA"英宣

7thシングル。
花王『エッセンシャルダメージケアシャンプー』CMソング
ヴィレッジ・シンガーズのカバー
8. A.S.A.P.〜as soon as possible〜
  - 作詞:romΛntic high
  - 作曲:佐々木収
  - 編曲:河野圭

8thシングル。
「ブルボン・プチ」イメージソング
2ndアルバム『シャンティ』収録曲
9. いつの日にか…
  - 作詞・作曲:酒井ミキオ
  - 編曲:酒井ミキオ・上野圭市

9thシングル。
TBS『王様のブランチ』2002年10・11月テーマソング
10. Poinsettia
  - 作詞・作曲・編曲:BOUNCEBACK

ミニアルバム『Poinsettia〜亜麻色ウィンターメモリーズ〜』収録曲
11. 赤い砂漠の伝説
  - 作詞:小幡英之
  - 作曲:広瀬香美
  - 編曲:田辺恵二

10thシングル。
日本テレビ『FUN』FUN'S RECOMMEND
12. 元気を出して
  - 作詞・作曲:竹内まりや
  - 編曲:大野宏明

11thシングル。
NHK総合テレビジョンNHK夜の連続ドラマ2003年度主題歌
薬師丸ひろ子のカバー
13. Perseus-ペルセウス-
  - 作詞:BOUNCEBACK
  - 作曲:迫茂樹
  - 編曲:h-wonder

12thシングル。
TBS『野球烈闘』2003年度主題歌
14. La Fiesta
  - 作詞・作曲・編曲:BOUNCEBACK

12thシングルのカップリング。
15. YUME日和
  - 作詞:小幡英之
  - 作曲:宮崎歩
  - 編曲:宗像仁志

13thシングル。
テレビ朝日系『ドラえもん』エンディングテーマ
映画『ドラえもん のび太のワンニャン時空伝』挿入歌・エンディングテーマ
16. 花鳥諷詠（かちょうふうえい）－Song for Everybody－
  - 作詞・作曲:HICKS ANTHONY JOHN,HOLDEN MARK,INGRAM JAMES ROY
  - 日本語詞:阿閉真琴
  - 編曲:宗像仁志

初回盤限定ボーナス・トラック
本アルバム唯一となる完全未発表による新録曲。
歌詞には島谷がこれまでにリリースされたシングル曲などが反映されている。
スターチャンネル・キャンペーンソング

### DVD （スペシャルパッケージ盤のみ）
1. パピヨン〜papillon〜 （PV）
2. シャンティ（PV）
3. 亜麻色の髪の乙女（PV）